# Gymnopodium
 (décembre 2024).
Genre
Classification phylogénétique
Les  Gymnopodium  sont genre d’arbustes vivaces appartenant à la famille des Polygonacées et originaires d’Amérique Centrale.
Le genre comprend 2 espèces :
- - Gymnopodium floribundum
  - Gymnopodium ovatifolium

Gymnopodium floribundum est l'une des importantes plantes mellifères  au Mexique.